# Сју Гарднер
Сју Гарднер (енгл. Sue Gardner; 1967-) је бивша извршна директорка Задужбине Викимедије.